# Dignus Keetlaer
Dignus François Keetlaer (ur. 1674, zm. 23 marca 1750) – polityk holenderski.
Wielki pensjonariusz Zelandii od 2 listopada 1734 do 23 marca 1750.